# Општина Такута (Васлуј)
Такута (рум. Tăcuta) општина је у Румунији у округу Васлуј.
Oпштина се налази на надморској висини од 181 m.